# 石本新六
石本 新六（いしもと しんろく、1854年2月17日〈嘉永7年1月20日〉- 1912年〈明治45年〉4月2日）は、日本の武士（姫路藩士）、陸軍軍人。陸士旧1期。陸軍中将正三位勲一等功二級男爵。

## 経歴
姫路藩士・石本勝左衛門為延の六男として生まれる。安政2年（1855年）、安政江戸地震で父と祖母を失う。1869年、開成所姫路藩貢進生として上京し、大学南校で学ぶ。陸軍幼年学校を経て陸軍士官学校に入学。西南戦争に従軍し、1877年7月、工兵少尉に任官。1878年12月、陸士（旧1期）を卒業した。
後、フランスに留学し、1881年8月、フォンテンブロー砲工校を卒業し翌年に帰国。欧州差遣（イタリア）、参謀本部第3局第2課員、参謀本部第2局員、陸軍省軍務局工兵事務課長、工兵課長、築城部本部長、兼陸軍砲工学校長を経て、1898年3月、陸軍少将に進級した。
陸軍総務長官を経て、日露戦争時は陸軍次官（法務局長兼任）として寺内正毅陸軍大臣を支えた。1904年10月、陸軍中将に昇進。1907年9月21日、男爵の爵位を叙爵し華族となった。1911年8月、第2次西園寺公望内閣において薩長出身者以外では初めての陸軍大臣に就任する。陸軍師団増設問題が懸案となり、2個師団増設要求をするが閣議で拒否され、在任中に死去した。後任の陸相には上原勇作が就任。

## 年譜
- 1877年（明治10年）7月5日 - 少尉
- 1880年（明治13年）5月7日 - 工兵中尉
- 1883年（明治16年）2月28日 - 工兵大尉
- 1888年（明治21年）2月17日 - 工兵少佐
- 1891年（明治24年）11月7日 - 工兵中佐
- 1892年（明治25年）7月1日 - 軍務局工兵事務課長
- 1894年（明治27年）1月10日 - 免兼海軍大学校教官[7]
- 1895年（明治28年）
  - 1月29日 - 工兵大佐
  - 7月29日 - 高等官三等、兼任臨時台湾橙標建設部事務官[8]
- 1896年（明治29年）
  - 5月9日 - 軍務局工兵課長
  - 11月20日 - 東京市区改正委員[9]
- 1897年（明治30年）
  - 9月15日 - 築城本部長
  - 10月23日 - 兼陸軍砲工学校校長[10]
- 1898年（明治31年）
  - 3月3日 - 陸軍少将
  - 3月10日 - 免土木会委員[11]
- 1899年（明治32年）6月15日 - 築城部本部長
- 1902年（明治35年）4月17日 - 陸軍省総務長官兼理事兼法務局長
- 1903年（明治36年）
  - 7月24日 - 高等官一等[12]
  - 12月5日 - 陸軍次官兼法務局長
- 1904年（明治37年）
  - 2月27日 - 兼俘虜情報局長官
  - 7月9日 - 兼臨時陸軍検疫本部長[13]
  - 10月13日 - 陸軍中将
- 1905年（明治38年）12月28日 - 免法務局長
- 1907年（明治40年）9月21日 - 男爵叙爵
- 1909年（明治42年）
  - 9月12日 - 人事局長事務取扱
  - 11月30日 - 免人事局長事務取扱
- 1911年（明治44年）
  - 8月30日 - 陸軍大臣
  - 9月29日 - 免鉄道会議議員[14]

## 栄典
位階
- 1890年（明治23年）7月3日 - 従六位[15]
- 1891年（明治24年）12月28日 - 正六位[16]
- 1895年（明治28年）3月28日 - 従五位[17]
- 1898年（明治31年）4月30日 - 正五位[18]
- 1903年（明治36年）5月30日 - 従四位[19]
- 1908年（明治41年）6月20日 - 正四位[20]
- 1911年（明治44年）9月2日 - 従三位[21]
- 1912年（明治45年）4月2日 - 正三位[22]

爵位
- 1907年（明治40年）9月21日 - 男爵[23]

勲章等
| 受章年                     | 略綬 | 勲章名                   | 備考 |
| -------------------------- | ---- | ------------------------ | ---- |
| 1889年（明治22年）11月29日 |      | 大日本帝国憲法発布記念章 |      |
| 1892年（明治25年）5月28日  |      | 勲四等瑞宝章             |      |
| 1895年（明治28年）10月21日 |      | 旭日小綬章               |      |
| 1895年（明治28年）10月21日 |      | 功四級金鵄勲章           |      |
| 1895年（明治28年）11月18日 |      | 明治二十七八年従軍記章   |      |
| 1898年（明治31年）11月24日 |      | 勲三等瑞宝章             |      |
| 1905年（明治38年）5月30日  |      | 勲二等瑞宝章             |      |
| 1906年（明治39年）4月1日   |      | 勲一等旭日大綬章         |      |
| 1906年（明治39年）4月1日   |      | 功二級金鵄勲章           |      |
| 1906年（明治39年）4月1日   |      | 明治三十七八年従軍記章   |      |

外国勲章佩用允許
| 受章年                     | 国籍           | 略綬 | 勲章名                             | 備考 |
| -------------------------- | -------------- | ---- | ---------------------------------- | ---- |
| 1887年（明治20年）5月18日  | イタリア王国   |      | イタリア王冠勲章カヴァリエーレ     |      |
| 1903年（明治29年）12月28日 | ロシア帝国     |      | 神聖スタニスラス第一等勲章         |      |
| 1904年（明治37年）12月2日  | 大清帝国       |      | 二等第二双竜宝星                   |      |
| 1905年（明治38年）8月8日   | 大韓帝国       |      | 勲一等太極章                       |      |
| 1906年（明治39年）12月27日 | フランス共和国 |      | レジオンドヌール勲章コムマンドール |      |
| 1909年（明治42年）11月25日 | 大清帝国       |      | 頭等第三双竜宝星                   |      |
| 1909年（明治42年）11月30日 | ロシア帝国     |      | 神聖アンナ第一等勲章               |      |

## 逸話
- 森林太郎（森鴎外）の上官であり、森於菟の随筆『砂に書かれた記録』（『父親としての森鴎外』所収）に「父はその日記によると雑誌『スバル』第七号のために『ヰタ・セクスアリス』を書いて、明治42年6月9日、上官の陸軍次官石本新六閣下から懲戒され、雑誌は7月28日内務省の検閲官の忌諱に触れて発売禁止になるという憂き目に遇った。…略…父を叱りつけたこの際の石本中将閣下の処置を当然と考えている。」とある。
- 軍務の傍ら姫路城の修理に尽力。天守閣の崩壊を防ぎ、一般公開への道を開いた[38]。

## 墓所
- 天王寺 (台東区)

## 親族
- 妻 石本えつ 安達幸之助の三女[39]、安達松太郎（陸軍教授）の妹[1]
- 嗣子 石本恵吉（1887-1951、実業家）[1] - 旧制第一高等学校（級友に岩波茂雄）、東京帝国大学工学部採鉱冶金科卒業後、三井鉱山勤務を経て、渡米。洋書取次業｢大同洋行｣を興し、外地での資源開発や労働問題の研究を行ない、30代半ばで中国に渡る。1914年に広田シヅエ(のちの加藤シヅエ)と結婚し二男をもうけたが、事業の失敗で負債を抱えて音信不通となり、離婚[40]。1938年に北京で中国人と再婚し二女をもうけるも、1949年に中国官憲に逮捕され日本に送還される[41]。
- 二男 石本憲治（南満州鉄道理事）[1]
- 三男 石本寅三（陸軍中将）[1]
- 四男 石本巳四雄（東京帝国大学教授・理学博士）[1]
- 五男 石本五雄（陸軍少将）[42]
- 娘婿 瀧川政次郎（法学博士）[1]
- 兄 石本綱（陸軍中佐）[1] 新六が大尉の頃に没す。養子に山口十八の実兄。
- 妻の甥 安達十六（陸軍少将）・安達十九（陸軍中将）・安達二十三（陸軍中将）
- 孫 石本新（東京工業大学教授）- 恵吉の長男。